# Præsidentvalget i Tyskland 1969
Præsidentvalget i Tyskland 1969  blev afholdt den 5. marts 1969, hvor den daværende justitsminister Gustav Heinemann af Forbundsforsamlingen blev valgt som ny forbundspræsident. Heinemann var SPD's kandidat, men kort tid før valget fik han også tilslutning fra FDP. Efter forbundsdagsvalget i september samme år blev der dannet regering af partierne SPD og FDP. CDU's kandidat til præsidentposten var forsvarsminister Gerhard Schröder. Heinemann blev valgt efter tredje valgrunde, da han fik 49,4 % af stemmerne. Schröder opnåede støtte fra 48,8 % af Forbundsforsamlingens medlemmer.

## Valgresultat
Valget blev afholdt i Berlin. Forbundsforsamlingen havde 1036 stemmeberettigede medlemmer og kravet til et absolut flertal var derfor 519 stemmer. Heinemanns vandt valget i tredje valgrunde med seks stemmer mere end Schröder.
| Valgrunde    | Kandidat             | Stemmetal | %      | Parti |
| ------------ | -------------------- | --------- | ------ | ----- |
| 1. valgrunde | Gustav Heinemann     | 514       | 49,6 % | SPD   |
| 1. valgrunde | Gerhard Schröder     | 501       | 48,4 % | CDU   |
| 1. valgrunde | Afholdene stemmer    | 5         | 0,5 %  |       |
| 1. valgrunde | Ugyldige stemmer     | 3         | 0,3 %  |       |
| 1. valgrunde | Ikke afgivne stemmer | 13        | 1,3 %  |       |
| 2. valgrunde | Gustav Heinemann     | 511       | 49,3 % | SPD   |
| 2. valgrunde | Gerhard Schröder     | 507       | 48,9 % | CDU   |
| 2. valgrunde | Afholdene stemmer    | 5         | 0,5 %  |       |
| 2. valgrunde | Ikke afgivne stemmer | 13        | 1,3 %  |       |
| 3. valgrunde | Gustav Heinemann     | 512       | 49,4 % | SPD   |
| 3. valgrunde | Gerhard Schröder     | 506       | 48,8 % | CDU   |
| 3. valgrunde | Afholdene stemmer    | 5         | 0,5 %  |       |
| 3. valgrunde | Ikke afgivne stemmer | 13        | 1,3 %  |       |

| Valg | Spire Denne valgsartikel er en spire som bør udbygges. Du er velkommen til at hjælpe Wikipedia ved at udvide den. |